# Lake Meredith Estates
Lake Meredith Estates est une census-designated place située dans le comté de Hutchinson, dans l’État du Texas, aux États-Unis. Sa population s’élevait à 437 habitants lors du recensement de 2010.